# Copa Carlos Gardel
La Copa Carlos Gardel es un torneo amistoso de fútbol, disputado en el Estadio Raúl Goyenola, en el departamento de Tacuarembó, ciudad que reclama ser el lugar de nacimiento de Carlos Gardel.  Dicho certamen es organizado por Tacuarembó Fútbol Club.  
El torneo ha tenido distintos formatos y se ha procurado invitar a alguno de los equipos grandes del país, con el objetivo de jerarquizar y atraer más público al evento. A su vez también ha contado con la presencia de equipos de futbol argentinos, con el fin de tener encuentros internacionales y fomentar el turismo en el departamento.

## Sistema de competición
El sistema de competición del torneo han sido de dos distintos fomaros,  el primero de estos de eliminatorias directas a un partido, que se juegan en dos fechas, en la primera instancia  se juegan dos semifinales y en la segunda instancia, también se juegan dos partidos (el partido por el tercer puesto entre los dos perdedores de la fase previa y la final entre los ganadores). O simplemente el formato de final única con dos equipos. 

## Ediciones
|      | Campeón         | Subcampeón    | Tercero | Cuarto           |
| ---- | --------------- | ------------- | ------- | ---------------- |
| 2007 | Peñarol         | Tacuarembó    | Quilmes | Atlético Rafaela |
| 2009 | Peñarol         | Tacuarembó    |         |                  |
| 2010 | Deportivo Merlo | Nacional      | Danubio | Tacuarembó       |
| 2022 | Nacional        | Tacuarembó    |         |                  |
| 2024 | Tacuarembó      | Plaza Colonia |         |                  |
|      |                 |               |         |                  |
|      |                 |               |         |                  |

## Títulos por equipo
| Equipo           | Campeón        | Subcampeón           | Tercero  | Cuarto   |
| ---------------- | -------------- | -------------------- | -------- | -------- |
| Peñarol          | 2 (2007, 2009) |                      |          |          |
| Tacuarembó       | 1 (2024)       | 3 (2007, 2009, 2022) |          | 1 (2010) |
| Nacional         | 1 (2022)       | 1 (2010)             |          |          |
| Deportivo Merlo  | 1 (2010)       |                      |          |          |
| Danubio          |                |                      | 1 (2010) |          |
| Quilmes          |                |                      | 1 (2007) |          |
| Atlético Rafaela |                |                      |          | 1 (2007) |

## Copa Carlos Gardel 2007
La Copa Carlos Gardel 2007 fue la primera edición de esta copa, y se disputó en su totalidad en el Estadio Raúl Goyenola de Tacuarembó, Uruguay, en los días 27 y 29 de julio de 2007. 
En esta edición participaron los siguientes equipos:
- Tacuarembó
- Peñarol
- Atlético Rafaela
- Quilmes

### Resultados
|  | Semifinales      | Semifinales |   |             | Final            | Final |  |
|  |                  |             |   |             |                  |       |  |
|  |                  |             |   |             |                  |       |  |
|  | 27 de julio      |             |   |             |                  |       |  |
|  | Peñarol          | 3           |   |             |                  |       |  |
|  | Quilmes          | 0           |   |             |                  |       |  |
|  |                  |             |   |             |                  |       |  |
|  |                  |             |   |             | 29 de julio      |       |  |
|  |                  |             |   |             | Tacuarembó       | 0     |  |
|  |                  | Peñarol     | 1 |             |                  |       |  |
|  |                  |             |   |             |                  |       |  |
|  |                  |             |   |             |                  |       |  |
|  |                  |             |   |             | Tercer puesto    |       |  |
|  | 27 de julio      | 27 de julio |   | 29 de julio | 29 de julio      |       |  |
|  | Tacuarembó       | 2           |   | Quilmes     | 2                |       |  |
|  | Atlético Rafaela | 1           |   |             | Atlético Rafaela | 1     |  |

## Copa Carlos Gardel 2009
La Copa Carlos Gardel 2009 es la segunda edición de esta copa, y se disputó en el Estadio Raúl Goyenola de Tacuarembó, Uruguay, en el 15 de agosto de 2009. Esta edición contó con la particularidad de que sólo participaron dos equipos, debido al costo económico de la organización del torneo.
En esta edición sólo se jugó un partido: Peñarol derrotó a Tacuarembó por penales y se quedó con la segunda edición de la copa.
- Tacuarembó
- Peñarol

### Resultados
|  | Final |            |       |  |
|  |       |            |       |  |
|  | 1     | Tacuarembó | 1 (2) |  |
|  | 1     | Tacuarembó | 1 (2) |  |
|  | 2     | Peñarol    | 1 (4) |  |
|  | 2     | Peñarol    | 1 (4) |  |

## Copa Carlos Gardel 2010
La Copa Carlos Gardel 2010 es la tercera edición de esta copa y se disputó en su totalidad en el Estadio Raúl Goyenola de Tacuarembó, Uruguay, en los días 23 y 25 de julio de 2010.
En esta edición participaron los siguientes equipos:
- Tacuarembó
- Nacional
- Danubio
- Deportivo Merlo

### Resultados
|  | Semifinales     | Semifinales     |       |             | Final         | Final |  |
|  |                 |                 |       |             |               |       |  |
|  |                 |                 |       |             |               |       |  |
|  | 23 de julio     |                 |       |             |               |       |  |
|  | Tacuarembó      | 1               |       |             |               |       |  |
|  | Deportivo Merlo | 2               |       |             |               |       |  |
|  |                 |                 |       |             |               |       |  |
|  |                 |                 |       |             | 25 de julio   |       |  |
|  |                 |                 |       |             | Nacional      | 0 (2) |  |
|  |                 | Deportivo Merlo | 0 (4) |             |               |       |  |
|  |                 |                 |       |             |               |       |  |
|  |                 |                 |       |             |               |       |  |
|  |                 |                 |       |             | Tercer puesto |       |  |
|  | 23 de julio     | 23 de julio     |       | 25 de julio | 25 de julio   |       |  |
|  | Nacional        | 3               |       | Tacuarembó  | 0             |       |  |
|  | Danubio         | 0               |       |             | Danubio       | 1     |  |

## Copa Carlos Gardel 2022
La Copa Carlos Gardel 2022 fue la cuarta edición de esta Copa, disputada en el Estadio Raúl Goyenola de Tacuarembó, Uruguay, el 12 de noviembre de 2022. Para esta edición, que será la primera del evento luego de que fuese discontinuado por motivos económicos, Tacuarembó determinó que competiría por la copa a partido único contra el equipo campeón del torneo de Primera División, que terminó siendo Nacional, tras imponerse sobre Liverpool. Días después del partido, el club ya anunció la realización de la copa.
A diferencia de otras ediciones, presentará la particularidad que se disputará sobre el final del año, en lugar de en el invierno uruguayo.
Nacional venció a Tacuarembó por la mínima con gol de Juan Izquierdo a los 80 minutos, coronándose campeón de la copa por primera vez.
Equipos participantes:
- Tacuarembó
- Nacional

### Resultados
|  | Final |            |   |  |
|  |       |            |   |  |
|  | 1     | Tacuarembó | 0 |  |
|  | 1     | Tacuarembó | 0 |  |
|  | 2     | Nacional   | 1 |  |
|  | 2     | Nacional   | 1 |  |

## Copa Carlos Gardel 2024
La Copa Carlos Gardel 2024  fue la 5.ª edición del torneo amistoso, se disputó entre las fechas de 23 al 25 de febrero, en verano a modo pretemporada. Contó con la presencia de 4 clubes, Plaza Colonia, Montevideo City Torque, Tacuarembó (equipo organizador), y a último momento se confirmó la presencia de Cerrito, a cambio del club argentino Tristán Suárez, quien iba a participar y sobre la fecha se declino a no participar por problemas de calendario. 
- Plaza Colonia

- Montevideo City Torque

- Tacuarembó

- Cerrito

### Resultados
|  | Semifinales            | Semifinales   |       |   | Final         | Final |  |
|  |                        |               |       |   |               |       |  |
|  |                        |               |       |   |               |       |  |
|  | 23 de febrero          |               |       |   |               |       |  |
|  | Tacuarembó             | 0 (4)         |       |   |               |       |  |
|  | Cerrito                | 0 (3)         |       |   |               |       |  |
|  |                        |               |       |   |               |       |  |
|  |                        |               |       |   | 25 de febrero |       |  |
|  |                        |               |       |   | Tacuarembó    | 0 (6) |  |
|  |                        | Plaza Colonia | 0 (5) |   |               |       |  |
|  |                        |               |       |   |               |       |  |
|  |                        |               |       |   |               |       |  |
|  |                        |               |       |   | Tercer puesto |       |  |
|  | 23 de febrero          |               |       |   |               |       |  |
|  | Montevideo City Torque | 1             |       | - |               |       |  |
|  | Plaza Colonia          | 3             |       |   | -             |       |  |